# Montchanin (Delaware)
Montchanin é uma comunidade sem personalidade jurídica do Condado de New Castle, Delaware, Estados Unidos.  A comunidade recebeu o nome de Anne Alexandrine de Montchanin, mãe de Pierre Samuel du Pont de Nemours. O Jacob Broom House, um marco histórico nacional, está localizado em Montchanin.